# My Favorite Headache
My Favorite Headache – pierwszy solowy album Geddy'ego Lee, członka zespołu Rush, wydany w 2000 roku.

## Lista utworów
1. "My Favorite Headache" – 4:44
2. "The Present Tense" – 3:25
3. "Window to the World" – 3:01
4. "Working at Perfekt" – 4:59
5. "Runaway Train" – 4:31
6. "The Angels' Share" – 4:34
7. "Moving to Bohemia" – 4:25
8. "Home on the Strange" – 3:47
9. "Slipping" – 5:05
10. "Still" – 4:29
11. "Grace to Grace" – 4:57

## Skład
- Geddy Lee - wokal, gitara basowa, gitara, instrumenty klawiszowe
- Ben Mink  - gitary
- Matt Cameron - perkusja
- Jeremy Taggart - perkusja w "Home on the Strange"

## Single
- "My Favorite Headache"